# Europese kampioenschappen beachvolleybal 2022 (mannen)
Het mannentoernooi van de Europese kampioenschappen beachvolleybal 2022 in München vond plaats van 16 tot en met 21 augustus. De Zweden David Åhman en Jonatan Hellvig werden Europees kampioen door de Tsjechen Ondřej Perušič en David Schweiner in de finale in twee sets te verslaan. Het brons ging naar de titelverdedigers Anders Mol en Christian Sørum uit Noorwegen die in de troostfinale in twee sets te sterk waren voor het Poolse duo Michał Bryl en Bartosz Łosiak.

## Groepsfase
|  | Direct naar laatste 16 |
|  | Naar tussenronde       |

### Groep A
| # | Ploeg           | Punten | Wedstrijden | Wedstrijden | Sets | Sets | Sets  | Spelpunten | Spelpunten | Spelpunten |
| # | Ploeg           | Punten | W           | V           | W    | V    | Ratio | W          | V          | Ratio      |
| - | --------------- | ------ | ----------- | ----------- | ---- | ---- | ----- | ---------- | ---------- | ---------- |
| 1 | Mol / Sørum     | 4      | 2           | 0           | 4    | 0    | MAX   | 85         | 72         | 1,181      |
| 2 | Åhman / Hellvig | 3      | 1           | 1           | 2    | 2    | 1,000 | 78         | 80         | 0,975      |
| 3 | Berntsen / Mol  | 3      | 1           | 1           | 2    | 2    | 1,000 | 79         | 72         | 1,097      |
| 4 | Elazar / Ohana  | 2      | 0           | 2           | 0    | 4    | 0,000 | 66         | 84         | 0,786      |

| Datum       |                 | Score |                 | Set 1   | Set 2   | Set 3 |
| ----------- | --------------- | ----- | --------------- | ------- | ------- | ----- |
| 16 augustus | Mol / Sørum     | 2 – 0 | Elazar / Ohana  | 21 – 19 | 21 – 17 |       |
| 16 augustus | Åhman / Hellvig | 2 – 0 | Berntsen / Mol  | 21 – 18 | 21 – 19 |       |
| 17 augustus | Mol / Sørum     | 2 – 0 | Åhman / Hellvig | 22 – 20 | 21 – 16 |       |
| 17 augustus | Elazar / Ohana  | 0 – 2 | Berntsen / Mol  | 12 – 21 | 18 – 21 |       |

### Groep B
| # | Ploeg                 | Punten | Wedstrijden | Wedstrijden | Sets | Sets | Sets  | Spelpunten | Spelpunten | Spelpunten |
| # | Ploeg                 | Punten | W           | V           | W    | V    | Ratio | W          | V          | Ratio      |
| - | --------------------- | ------ | ----------- | ----------- | ---- | ---- | ----- | ---------- | ---------- | ---------- |
| 1 | Brouwer / Meeuwsen    | 4      | 2           | 0           | 4    | 0    | MAX   | 84         | 54         | 1,556      |
| 2 | Kantor / Rudol        | 3      | 1           | 1           | 2    | 3    | 0,667 | 88         | 100        | 0,880      |
| 3 | Samoilovs / Šmēdiņš   | 3      | 1           | 1           | 3    | 2    | 1,500 | 100        | 93         | 1,075      |
| 4 | Pfretzschner / Huster | 2      | 0           | 2           | 0    | 4    | 0,000 | 59         | 84         | 0,702      |

| Datum       |                        | Score |                        | Set 1   | Set 2   | Set 3   |
| ----------- | ---------------------- | ----- | ---------------------- | ------- | ------- | ------- |
| 16 augustus | Brouwer / Meeuwsen'    | 2 – 0 | Pfretzschner / Hustner | 21 – 14 | 21 – 13 |         |
| 16 augustus | Kantor / Rudol         | 2 – 1 | Samoilovs / Šmēdiņš    | 21 – 23 | 25 – 23 | 15 – 12 |
| 17 augustus | Brouwer / Meeuwsen'    | 2 – 0 | Kantor / Rudol         | 21 – 17 | 21 – 10 |         |
| 17 augustus | Pfretzschner / Hustner | 0 – 2 | Samoilovs / Šmēdiņš    | 15 – 21 | 17 – 21 |         |

### Groep C
| # | Ploeg                        | Punten | Wedstrijden | Wedstrijden | Sets | Sets | Sets  | Spelpunten | Spelpunten | Spelpunten |
| # | Ploeg                        | Punten | W           | V           | W    | V    | Ratio | W          | V          | Ratio      |
| - | ---------------------------- | ------ | ----------- | ----------- | ---- | ---- | ----- | ---------- | ---------- | ---------- |
| 1 | Nicolai / Cottafava          | 4      | 2           | 0           | 4    | 0    | MAX   | 84         | 64         | 1,313      |
| 2 | Van Werkhoven / Van de Velde | 3      | 1           | 1           | 2    | 2    | 1,000 | 78         | 78         | 1,000      |
| 3 | Luini / Penninga             | 3      | 1           | 1           | 2    | 2    | 1,000 | 78         | 75         | 1,040      |
| 4 | Sepka / Semerad              | 2      | 0           | 2           | 0    | 4    | 0,000 | 61         | 84         | 0,726      |

| Datum       |                              | Score |                              | Set 1   | Set 2   | Set 3 |
| ----------- | ---------------------------- | ----- | ---------------------------- | ------- | ------- | ----- |
| 16 augustus | Nicolai / Cottafava          | 2 – 0 | Sepka / Semerad              | 21 – 15 | 21 – 16 |       |
| 16 augustus | Van Werkhoven / Van de Velde | 2 – 0 | Luini / Penninga             | 21 – 14 | 24 – 22 |       |
| 17 augustus | Nicolai / Cottafava          | 2 – 0 | Van Werkhoven / Van de Velde | 21 – 15 | 21 – 18 |       |
| 17 augustus | Sepka / Semerad              | 0 – 2 | Luini / Penninga             | 14 – 21 | 16 – 21 |       |

### Groep D
| # | Ploeg               | Punten | Wedstrijden | Wedstrijden | Sets | Sets | Sets  | Spelpunten | Spelpunten | Spelpunten |
| # | Ploeg               | Punten | W           | V           | W    | V    | Ratio | W          | V          | Ratio      |
| - | ------------------- | ------ | ----------- | ----------- | ---- | ---- | ----- | ---------- | ---------- | ---------- |
| 1 | Perušič / Schweiner | 4      | 2           | 0           | 4    | 2    | 2,000 | 113        | 99         | 1,141      |
| 2 | Krou / Aye          | 3      | 1           | 1           | 3    | 2    | 1,500 | 87         | 92         | 0,946      |
| 3 | Sowa / Pfretzschner | 3      | 1           | 1           | 3    | 3    | 1,000 | 113        | 115        | 0,983      |
| 4 | Ermacora / Pristauz | 2      | 0           | 2           | 1    | 4    | 0,250 | 94         | 101        | 0,931      |

| Datum       |                     | Score |                     | Set 1   | Set 2   | Set 3   |
| ----------- | ------------------- | ----- | ------------------- | ------- | ------- | ------- |
| 16 augustus | Perušič / Schweiner | 2 – 1 | Sowa / Pfretzschner | 26 – 24 | 17 – 21 | 15 – 9  |
| 16 augustus | Ermacora / Pristauz | 0 – 2 | Krou / Aye          | 19 – 21 | 18 – 21 |         |
| 17 augustus | Perušič / Schweiner | 2 – 1 | Krou / Aye          | 19 – 21 | 21 – 14 | 15 – 10 |
| 17 augustus | Sowa / Pfretzschner | 2 – 1 | Ermacora / Pristauz | 19 – 21 | 25 – 23 | 15 – 13 |

### Groep E
| # | Ploeg             | Punten | Wedstrijden | Wedstrijden | Sets | Sets | Sets  | Spelpunten | Spelpunten | Spelpunten |
| # | Ploeg             | Punten | W           | V           | W    | V    | Ratio | W          | V          | Ratio      |
| - | ----------------- | ------ | ----------- | ----------- | ---- | ---- | ----- | ---------- | ---------- | ---------- |
| 1 | Krattiger / Breer | 4      | 2           | 0           | 4    | 0    | MAX   | 90         | 72         | 1,250      |
| 2 | Nõlvak / Tiisaar  | 3      | 1           | 1           | 2    | 2    | 1,000 | 85         | 82         | 1,037      |
| 3 | Lupo / Ranghieri  | 3      | 1           | 1           | 2    | 3    | 0,667 | 84         | 90         | 0,933      |
| 4 | Nurminen / Siren  | 2      | 0           | 2           | 1    | 4    | 0,250 | 82         | 97         | 0,845      |

| Datum       |                  | Score |                   | Set 1   | Set 2   | Set 3  |
| ----------- | ---------------- | ----- | ----------------- | ------- | ------- | ------ |
| 16 augustus | Nõlvak / Tiisaar | 2 – 0 | Nurminen / Siren  | 21 – 19 | 21 – 15 |        |
| 16 augustus | Lupo / Ranghieri | 0 – 2 | Krattiger / Breer | 13 – 21 | 16 – 21 |        |
| 17 augustus | Nõlvak / Tiisaar | 0 – 2 | Krattiger / Breer | 18 – 21 | 25 – 27 |        |
| 17 augustus | Nurminen / Siren | 1 – 2 | Lupo / Ranghieri  | 19 – 21 | 21 – 19 | 8 – 15 |

### Groep F
| # | Ploeg             | Punten | Wedstrijden | Wedstrijden | Sets | Sets | Sets  | Spelpunten | Spelpunten | Spelpunten |
| # | Ploeg             | Punten | W           | V           | W    | V    | Ratio | W          | V          | Ratio      |
| - | ----------------- | ------ | ----------- | ----------- | ---- | ---- | ----- | ---------- | ---------- | ---------- |
| 1 | Hörl / Horst      | 4      | 2           | 0           | 4    | 2    | 2,000 | 109        | 101        | 1,079      |
| 2 | Ehlers / Wickler  | 3      | 1           | 1           | 3    | 3    | 1,000 | 110        | 105        | 1,022      |
| 3 | Immers / Boermans | 3      | 1           | 1           | 3    | 2    | 1,500 | 92         | 90         | 1,022      |
| 4 | Abell / Brinck    | 2      | 0           | 2           | 1    | 4    | 0,250 | 86         | 101        | 0,851      |

| Datum       |                   | Score |                   | Set 1   | Set 2   | Set 3   |
| ----------- | ----------------- | ----- | ----------------- | ------- | ------- | ------- |
| 16 augustus | Ehlers / Wickler  | 2 – 1 | Abell / Brinck    | 18 – 21 | 21 – 14 | 20 – 18 |
| 16 augustus | Immers / Boermans | 1 – 2 | Hörl / Horst      | 19 – 21 | 23 – 21 | 8 – 15  |
| 17 augustus | Ehlers / Wickler  | 1 – 2 | Hörl / Horst      | 16 – 21 | 21 – 15 | 14 – 16 |
| 17 augustus | Abell / Brinck    | 0 – 2 | Immers / Boermans | 18 – 21 | 15 – 21 |         |

### Groep G
| # | Ploeg              | Punten | Wedstrijden | Wedstrijden | Sets | Sets | Sets  | Spelpunten | Spelpunten | Spelpunten |
| # | Ploeg              | Punten | W           | V           | W    | V    | Ratio | W          | V          | Ratio      |
| - | ------------------ | ------ | ----------- | ----------- | ---- | ---- | ----- | ---------- | ---------- | ---------- |
| 1 | Carambula / Rossi  | 4      | 2           | 0           | 4    | 1    | 4,000 | 99         | 86         | 1,151      |
| 2 | Seidl / Waller     | 3      | 1           | 1           | 3    | 3    | 1,000 | 104        | 107        | 0,972      |
| 3 | Métral / Haussener | 3      | 1           | 1           | 3    | 2    | 1,500 | 95         | 86         | 1,105      |
| 4 | Benzi / Bonifazi   | 2      | 0           | 2           | 0    | 4    | 0,000 | 68         | 87         | 0,782      |

| Datum       |                   | Score |                    | Set 1   | Set 2   | Set 3   |
| ----------- | ----------------- | ----- | ------------------ | ------- | ------- | ------- |
| 16 augustus | Carambula / Rossi | 2 – 0 | Benzi / Bonifazi   | 21 – 14 | 24 – 22 |         |
| 16 augustus | Seidl / Waller    | 2 – 1 | Métral / Haussener | 21 – 18 | 17 – 21 | 16 – 14 |
| 17 augustus | Carambula / Rossi | 2 – 1 | Seidl / Waller     | 21 – 17 | 18 – 21 | 15 – 12 |
| 17 augustus | Benzi / Bonifazi  | 0 – 2 | Métral / Haussener | 16 – 21 | 16 – 21 |         |

### Groep H
| # | Ploeg            | Punten | Wedstrijden | Wedstrijden | Sets | Sets | Sets  | Spelpunten | Spelpunten | Spelpunten |
| # | Ploeg            | Punten | W           | V           | W    | V    | Ratio | W          | V          | Ratio      |
| - | ---------------- | ------ | ----------- | ----------- | ---- | ---- | ----- | ---------- | ---------- | ---------- |
| 1 | Bryl / Łosiak    | 4      | 2           | 0           | 4    | 0    | MAX   | 90         | 72         | 1,250      |
| 2 | Herrera / Gavira | 3      | 1           | 1           | 2    | 2    | 1,000 | 91         | 88         | 1,034      |
| 3 | Huber / Dressler | 3      | 1           | 1           | 2    | 3    | 0,667 | 89         | 99         | 0,899      |
| 4 | Winter / Henning | 2      | 0           | 2           | 1    | 4    | 0,250 | 80         | 91         | 0,879      |

| Datum       |                  | Score |                  | Set 1   | Set 2   | Set 3   |
| ----------- | ---------------- | ----- | ---------------- | ------- | ------- | ------- |
| 16 augustus | Bryl / Łosiak    | 2 – 0 | Winter / Henning | 21 – 14 | 21 – 15 |         |
| 16 augustus | Herrera / Gavira | 2 – 0 | Huber / Dressler | 21 – 15 | 27 – 25 |         |
| 17 augustus | Bryl / Łosiak    | 2 – 0 | Herrera / Gavira | 27 – 25 | 21 – 18 |         |
| 17 augustus | Winter / Henning | 1 – 2 | Huber / Dressler | 21 – 13 | 18 – 21 | 12 – 15 |

## Knockoutfase

### Tussenronde
| Datum       | Wedstrijd | Team 1                       | Score | Team 2              | Set 1   | Set 2   | Set 3   |
| ----------- | --------- | ---------------------------- | ----- | ------------------- | ------- | ------- | ------- |
| 18 augustus | 1         | Seidl / Waller               | 2 – 1 | Luini / Penninga    | 24 – 26 | 21 – 15 | 15 – 10 |
| 18 augustus | 2         | Van Werkhoven / Van de Velde | 2 – 0 | Lupo / Ranghieri    | 21 – 12 | 23 – 21 |         |
| 18 augustus | 3         | Nõlvak / Tiisaar             | 2 – 0 | Sowa / Pfretzschner | 21 – 14 | 21 – 17 |         |
| 18 augustus | 4         | Kantor / Rudol               | 2 – 1 | Berntsen / Mol      | 21 – 15 | 19 – 21 | 15 – 12 |
| 18 augustus | 5         | Åhman / Hellvig              | 2 – 1 | Métral / Haussener  | 18 – 21 | 21 – 15 | 15 – 10 |
| 18 augustus | 6         | Herrera / Gavira             | 2 – 1 | Immers / Boermans   | 21 – 16 | 20 – 22 | 15 – 11 |
| 18 augustus | 7         | Ehlers / Wickler             | 2 – 1 | Huber / Dressler    | 21 – 17 | 19 – 21 | 15 – 12 |
| 18 augustus | 8         | Krou / Aye                   | 0 – 2 | Samoilovs / Šmēdiņš | 18 – 21 | 18 – 21 |         |

### Eindronde
| Achtste finale | Achtste finale            | Achtste finale | Achtste finale | Achtste finale |  |   | Kwartfinale         | Kwartfinale      | Kwartfinale | Kwartfinale | Kwartfinale |  |  | Halve finale | Halve finale        | Halve finale | Halve finale | Halve finale |  |              | Finale        | Finale              | Finale       | Finale       | Finale |
|                |                           |                |                |                |  |   |                     |                  |             |             |             |  |  |              |                     |              |              |              |  |              |               |                     |              |              |        |
| 2              | Brouwer / Meeuwsen        | 16             | 21             | 10             |  |   |                     |                  |             |             |             |  |  |              |                     |              |              |              |  |              |               |                     |              |              |        |
| 10             | Seidl / Waller            | 21             | 10             | 15             |  |   | 10                  | Seidl / Waller   | 21          | 20          | 11          |  |  |              |                     |              |              |              |  |              |               |                     |              |              |        |
| 8              | Bryl / Łosiak             | 21             | 23             |                |  | 8 | Bryl / Łosiak       | 16               | 22          | 15          |             |  |  |              |                     |              |              |              |  |              |               |                     |              |              |        |
| 14             | v. Werkhoven / v.d. Velde | 9              | 21             |                |  |   |                     |                  |             |             |             |  |  | 8            | Bryl / Łosiak       | 15           | 11           |              |  |              |               |                     |              |              |        |
| 22             | Hörl / Horst              | 18             | 21             | 15             |  |   |                     |                  |             |             |             |  |  | 4            | Perušič / Schweiner | 21           | 21           |              |  |              |               |                     |              |              |        |
| 5              | Nõlvak / Tiisaar          | 21             | 18             | 8              |  |   | 22                  | Hörl / Horst     | 17          | 19          |             |  |  |              |                     |              |              |              |  |              |               |                     |              |              |        |
| 4              | Perušič / Schweiner       | 21             | 21             | 15             |  | 4 | Perušič / Schweiner | 21               | 21          |             |             |  |  |              |                     |              |              |              |  |              |               |                     |              |              |        |
| 15             | Kantor / Rudol            | 18             | 23             | 12             |  |   |                     |                  |             |             |             |  |  |              |                     |              |              |              |  |              | 4             | Perušič / Schweiner | 16           | 15           |        |
| 3              | Nicolai / Cottafava       | 21             | 8              | 9              |  |   |                     |                  |             |             |             |  |  |              |                     |              |              |              |  |              | 16            | Åhman / Hellvig     | 21           | 21           |        |
| 16             | Åhman / Hellvig           | 15             | 21             | 15             |  |   | 16                  | Åhman / Hellvig  | 21          | 31          | 15          |  |  |              |                     |              |              |              |  |              |               |                     |              |              |        |
| 7              | Carambula / Rossi         | 14             | 24             | 11             |  | 9 | Herrera / Gavira    | 16               | 33          | 11          |             |  |  |              |                     |              |              |              |  |              |               |                     |              |              |        |
| 9              | Herrera / Gavira          | 21             | 22             | 15             |  |   |                     |                  |             |             |             |  |  | 16           | Åhman / Hellvig     | 21           | 21           | 15           |  |              |               |                     |              |              |        |
| 21             | Krattiger / Breer         | 15             | 30             |                |  |   |                     |                  |             |             |             |  |  | 1            | Mol / Sørum         | 16           | 23           | 13           |  |              |               |                     |              |              |        |
| 6              | Ehlers / Wickler          | 21             | 32             |                |  |   | 6                   | Ehlers / Wickler | 15          | 14          |             |  |  |              |                     |              |              |              |  | Troostfinale | Troostfinale  | Troostfinale        | Troostfinale | Troostfinale |        |
| 1              | Mol / Sørum               | 21             | 21             |                |  | 1 | Mol / Sørum         | 21               | 21          |             |             |  |  |              |                     |              |              |              |  | 8            | Bryl / Łosiak | 16                  | 17           |              |        |
| 18             | Samoilovs / Šmēdiņš       | 16             | 16             |                |  |   |                     |                  |             |             |             |  |  |              |                     |              |              |              |  |              | 1             | Mol / Sørum         | 21           | 21           |        |